# Kuta Gamber
Kuta Gamber is een bestuurslaag in het regentschap Dairi van de provincie Noord-Sumatra, Indonesië. Kuta Gamber telt 762 inwoners (volkstelling 2010).